# Rudolf Macho
Rudolf Macho (* 6. April 1885 in Wien; † 25. August 1948 in Kühnring) war ein österreichischer Politiker (CSP). Macho war von 1931 bis 1934 Abgeordneter zum Landtag von Niederösterreich.

## Leben
Macho besuchte nach der Volksschule eine Bürgerschule und im Anschluss eine Gewerbeschule. Er absolvierte in der Folge eine Schlosserlehre und arbeitete bei der Wiener Straßenbahn, wo er 1921 pensioniert wurde. Danach trat er in die Landwirtschaftskrankenkasse ein und übersiedelte nach Kühnring, wo er Kassenangestellter und Kleinhäusler war.

## Politik
Macho gehörte vom 29. Mai 1931 bis zum 30. Oktober 1934 dem Niederösterreichischen Landtag an. Nach dem Zweiten Weltkrieg war er von 1945 bis 1948 Bürgermeister.